# میوزکس‌مچ
میوزکس‌مچ (به انگلیسی: Musixmatch) یا موزیکس‌مچ یک پلتفرم هنگام سازی متن ترانه‌ها با سرویس‌های استریم موسیقی مانند اسپاتیفای، اپل میوزیک، شزم، یاندکس میوزیک، است که در ژانویه ۲۰۱۰ میلادی آغاز بکار کرد. میوزکس مچ همچنین یک پایگاه داده اشعار مانند جینیس است که متن اشعار را با نتایج گراف دانش گوگل و اینستاگرام میوزیک هنگام سازی می‌کند و به نمایش می‌گذارد این سرویس از متن اشعار به زبان‌های زنده دنیا از جمله زبان فارسی پشتیبانی می‌کند و قابلیت افزودن ترجمه اشعار از زبان اصلی به زبان‌های دیگر را داراست.

## محیط ویرایش
میوزکس مچ دارای یک سیستم مرحله ای است که کاربران با ثبت نام می‌توانند موسیقی‌های ثبت شده را جستجو و ویرایش کنند یا در صورت عدم وجود متن ترانهٔ مورد نظر آن را ثبت کنند در حال حاضر امکان افزودن موسیقی به میوزکس مچ وجود ندارد و فقط موسیقی‌هایی که در پلتفرم‌های پخش موسیقی موجود هستند را می‌توان پیدا و ویرایش کرد. کاربران می‌توانند از طریق وب سایت و نسخهٔ موبایل و رایانه ویرایش کنند ولی برای هنگام سازی دستی متن باید از نسخه موبایل استفاده کنند.

## نرم‌افزار
پلتفرم میوزکس مچ دارای نرم‌افزار برای سیستم عامل‌های اندروید ویندوز و آی او اس می‌باشد.

## نمایه‌های رسمی
میوزکس مچ دارای نمایه‌های تأیید شده‌است که آن نمایه‌ها توسط نمایندگان هنرمندان قابل تأیید و مدیریت هستند نمایه‌های تأیید شده قابلیت قفل کردن و قطع دسترسی ویرایشی دارند و از حذف یا تغییر در متن اشعار جلوگیری می‌کنند.